# 台灣物理學會
台灣物理學會（英語：The Physical Society of Taiwan；TPS），原名中華民國物理學會，是由台灣的物理學家組成的學會。負責台灣的物理學會議等活動舉辦，以及物理學術刊物出版。成立於1958年6月15日，會址設於國立臺灣大學物理學系。2018年1月24日改為現名。
近年來，台灣物理學會致力於國際化與電子化。自2016年起，所出版刊物皆已完全電子化，不再列印紙本。台灣物理學會目前與16個知名國際學會簽有雙邊協定。

## 歷任理事長
| - 1963年－1966年：戴運軌 - 1967年：方聲恆 - 1968年－1974年：戴運軌 - 1975年－1976年：李怡嚴 - 1977年：王亢沛 - 1978年：鄭伯昆 - 1979年－1980年：閻愛德 - 1981年：王亢沛 - 1982年－1983年：劉遠中 - 1984年：王亢沛 | - 1985年－1986年：劉遠中 - 1987年：黃克寧 - 1988年：黃暉理 - 1989年：詹國禎 - 1990年：古煥球 - 1991年：謝雲生 - 1992年：張石麟 - 1993年：郭義雄 - 1994年：鄭天佐 - 1995年：吳茂昆 - 1996年：姚永德 - 1997年：陳永芳 | - 1998年－1999年：張達文 - 2000年－2001年：齊正中 - 2002年－2003年：李世昌 - 2004年－2005年：張慶瑞 - 2006年－2007年：李定國 - 2008年－2009年：郭瑞年 - 2010年－2011年：黃榮俊 - 2012年－2013年：熊怡 - 2014年－2015年：高甫仁 - 2016年－2017年：林敏聰 - 2018年－：賈至達 |

## 簽有雙邊協定國際學會
| - 1992 美國物理學會 - 1998 Physical Society of the Republic of Lithuania - 2001 Physics Scientific Section of the Union of Czech Mathematicians and Physicists - 2002 Slovak Physical Society - 2002 Latvian Physical Society - 2004 日本物理學會 - 2004 Mongolian Physical Society - 2005 Indonesian Physical Society | - 2009 Polish Physical Society - 2012 韓國物理學會 - 2013 日本應用物理學會 - 2013 Physical Society of Hong Kong - 2014 Malaysian Institute of Physics - 2014 澳大利亞物理學會 - 2015 光學學會 - 2016 The Physical Society of the Philippines |

## 重要活動
- 中華民國物理年會
- 物理人的挑戰
- Taiwan Night

## 出版刊物
- 《華人物理學刊》
- 《物理雙月刊》 （页面存档备份，存于）
- 《台灣物理學會電子報》 （页面存档备份，存于）

## 頒發獎項
- 吳健雄獎學金
- 特殊貢獻獎
- 台灣物理學會會士
- 研究生優良論文獎
- 大專生優良論文獎
- 華人物理學刊優良論文獎
- 年會學生壁報論文獎

## 外部連結
- 台灣物理學會網頁 （页面存档备份，存于）